# Johann August Ulich
Johann August Ulich, död 1710, var en tysk skådespelare och teaterdirektör. Han var ledare för ett teatersällskap som är välkänt i den svenska teaterhistorien  och som vid sekelskiftet 1700 var berömt i Skandinavien.  
Johann August Ulich var student vid universitetet i Leipzig i Sachsen 1659 och lärde troligen där känna Lasse Lucidor. Ulich var troligen den "Johann Ulrich" som 1665 uppträdde i Danmark tillsammans med Hans Georg Gronower och David Fleck: år 1668 var han och Fleck, tillsammans med den annars okände David Starck, ledare för ett teatersällskap som en tid hade spelat för Hedvig Eleonora i Lilla Bollhuset i Stockholm. 
Liksom många teatersällskap som spelade i Stockholm vid denna tid hade de tidigare uppträtt hos Hedvig Eleonoras bror i Holstein-Gottorp och blev möjligen inbjudna av henne. Ulich var under 1680-talet ledare för ett teatersällskap som kallade sig Sachsiska komedianter. 1690-91 uppträdde han med sitt sällskap Riga, och 1696-97 i Stockholm och i städerna i landsbygden kring staden. 
Truppen befann sig i Güstrow i Tyskland 1697 och uppgav då att de hade spelat i de nordiska länderna i sex år innan de - liksom övriga teatersällskap - hade tvingats lämna Stockholm på grund av Karl XI:s död 1697. De kallade sig då "Nordische Comödianten in der hochteutschen Sprache". Det har spekulerats om detta var samma sällskap som år 1690 spelade i Ystad och 1699 i Göteborg. Sällskapet i Ystad måste dock ha varit ett annat eftersom Ulich spelade i Riga det året, och det sällskap som spelade i Göteborg 1699 bestod av några av de aktörer som hade lämnat Ulichs sällskap i Stockholm 1696 under ledning av Salomon Klockau och Johann Christian Kunst. Ulich och hans sällskap uppträdde 1697-1705 i Tyskland och Baltikum och sistnämnda år i Göteborg; när de anlände till Göteborg hänvisade de till att de var välkända och ansedda i Sverige, något som också tycks stämma.  
Ulich sällskap övertogs 1710 efter hans död av hans änka Eleonora Constantia Ulich, som ofta turnerade i Skandinavien, såsom i Trelleborg 1716, Bergen 1733 och Oslo 1736-37.